# Puddingprobe
Die Bezeichnung Puddingprobe (im übertragenen, nicht wörtlichen Sinn) geht auf ein englisches Sprichwort zurück: The proof of the pudding is in the eating, übersetzt Der Test des Puddings besteht darin, dass man ihn isst oder freier Probieren geht über Studieren. Gemeint ist, dass die entscheidende Bewährungsprobe eines Rezeptes, eines Gerätes, einer Vorschrift oder sonstigen neuartigen Einrichtung das Ausprobieren ist. Die Redeweise findet sich – teilweise mit anderen Zutaten – seit hunderten von Jahren in mehreren Sprachen (so auch im Zitat Por la muestra se conoce el paño aus Don Quijote).